# Petkamsberg
Petkamsberg, niedersorbisch Pětkamojc Góra, ist ein Wohnplatz der Gemeinde Schlepzig im Landkreis Dahme-Spreewald in Brandenburg.

## Geografische Lage
Der Wohnplatz liegt rund 2,8 km südwestlich des Gemeindezentrums im Naturschutzgebiet Innerer Unterspreewald. Die Spree fließt unmittelbar westlich der Siedlung von Süden kommend in nördlicher Richtung vorbei. Südlich liegt der Sommerteich, nördlich der Inselteich.

## Geschichte
In den Karten des Deutschen Reiches ist eine Ablage Petkamsberg Ablage verzeichnet. Der Ort wurde demnach genutzt, um auf dem Wasser zu transportierende Güter dort zu stapeln oder zu lagern. Im 21. Jahrhundert befindet sich in Petkamsberg ein Restaurant, ein Rastplatz für Wasserwanderer und eine Ferienhaussiedlung.